# HD120640
HD120640 — хімічно пекулярна зоря спектрального класу B3, що має видиму зоряну величину в смузі V приблизно  5,8.
Вона  розташована на відстані близько 1173,2 світлових років від Сонця.

## Пекулярний хімічний склад
Зоряна атмосфера HD120640 має підвищений вміст 
He
.

## Магнітне поле
Спектр даної зорі вказує на наявність магнітного поля у її зоряній атмосфері.
Напруженість повздовжної компоненти поля оціненої з аналізу
крил ліній Бальмера
становить  193,6± 235,2 Гаус.